# Tramvaiul din Brașov
Tramvaiul din Brașov a fost o rețea de tramvai din municipiul Brașov. 

## Tramvaiul cu aburi (1892–1960)
Primul tramvai din oraș a fost și primul tramvai mecanizat de pe teritoriul actual al României, construit între anii 1891-1892 și inaugurat în anul 1892. Linia trenului cu abur avea o lungime de 17 kilometri, între Bartolomeu (Brașovechi) și Satulung, care acum face parte din Săcele.

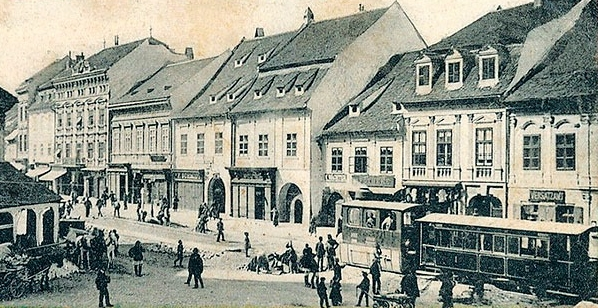
Tramvaiul cu aburi în Piața Sfatului (în jurul anului 1900)

În 1891, când au fost puse șinele pentru tramvai, poarta Vămii de la intrarea în Cetate dinspre Brașovechi a fost dărâmată pentru că locomotiva cu aburi nu putea trece pe sub ea.
Pornind din gara Bartolomeu, din Brașovechi (Brașovul Vechi), linia urca pe strada Lungă, până în Piața Sfatului din Cetate, de unde cobora înapoi pe strada Vămii (strada Mureșenilor de astăzi), cotea la dreapta și ajungea în fața Primăriei, unde se afla stația Promenadă. De aici, linia traversa Blumăna, apoi mai departe spre satele Baciu, Turcheș, Cernatu și ajungea la stația Satulung.
În afara orașului, tramvaiul cu abur avea gări ca un tren, în vreme ce în Brașov circula practic ca un tramvai. 
Trenurile circulau numai ziua, cu 10 km/h în oraș si 20 km/h în afară, iar în zilele de târg trenul circula în oraș numai după ora 15. De asemenea, mecanicul putea să utilizeze fluierul locomotivei numai în cazuri extreme, în rest avertizarea sonoră fiind făcută cu clopoțelul de către șeful de tren.
Introducerea tramvaiului cu abur la Brașov nu a însemnat numai apariția unui eficient mijloc de transport, ci și ocazia unor sistematizări urbane de amploare.

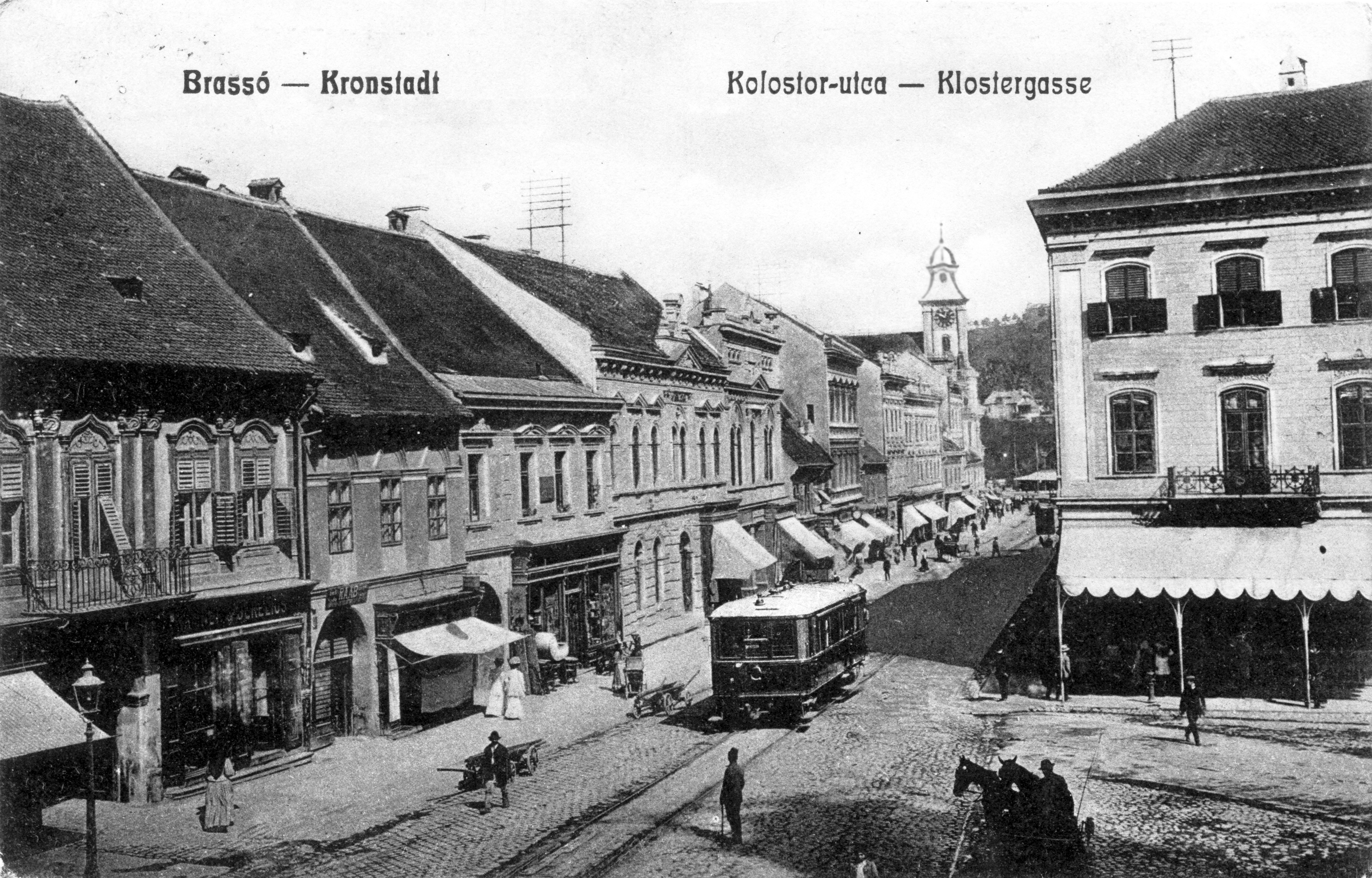
Tramvai (automotor) în Piața Sfatului

De asemenea, micile locomotive cu abur mai trăgeau și vagoane de marfă, nu doar de călători.
Calea ferată a avut o importanță economică deosebită pentru că din ea au fost racordate feroviar majoritatea fabricilor din zona industrială de est a orașului.
Ulterior vagoanele au fost vopsite în galben, de unde și denumirea de „tramvaiul galbenˮ, cum a fost cunoscut în epocă.
Au mai fost introduse în circulație și automotoare (vagoane - automotor) pe bază de motorină sau benzină, acestea circulând în paralel cu tramvaiele cu abur.
Treptat însă, din cauza zgomotului și a fumului, linia tramvaiului a fost scurtată în etape: în anul 1922 a fost desființat tronsonul Promenadă (Rudolfsring) - Piața Sfatului, în 1933 tronsonul dintre Bartolomeu și Promenadă, iar în 1938 tronsonul dintre Promenadă și Fabrica Schiel (după naționalizare „Strungulˮ, apoi „Hidromecanicaˮ).
În anul 1932, primăria Brașovului a înființat primul serviciu de autobuze, acestea devenind rapid preferatele populației. Trenul local a mai fost folosit însă până în 1960 (cu traseul redus), în special de navetiștii din zonă care lucrau în fabricile din Brașov. Ulterior, autoritățile comuniste au închis linia.

## Tramvaiul electric (1987–2006)
Al doilea tramvai din Brașov a fost un tramvai electric și a funcționat între anii 1987–2006.
Acesta a circulat pe linia 101, pe traseul Rulmentul – Gară – Saturn până în anul 2006 când a fost înlocuit de linia de troleibuz 8.

## Trasee

#### Tramvaiul cu aburi (1892–1960)
1892-1922: Bartolomeu - Piața Sfatului - Promenadă - Fabrica Schiel - Noua - Dârste - Baciu - Turcheș - Cernatu - Satulung
1922-1933: Bartolomeu - Promenadă - Fabrica Schiel - Noua - Dârste - Baciu - Turcheș - Cernatu - Satulung
1933-1938: Promenadă - Fabrica Schiel - Noua - Dârste - Baciu - Turcheș - Cernatu - Satulung
1938-1960: Fabrica Schiel (Strungul) - Noua - Dârste - Baciu - Turcheș - Cernatu - Satulung

#### Tramvaiul electric (1987–2006)
În Brașov a existat o singură linie de tramvai electric în exploatare:
101: Rulmentul - Gară - Saturn

## Garnituri
| Imagine | Tramvai         | Ani de funcționare | Număr de tramvaie | Numerele de parc |
| ------- | --------------- | ------------------ | ----------------- | ---------------- |
|         | V2A             | 1988–2006          | 4                 | 9–12             |
|         | V3A             | 1997–2006          | 16                | 1–8, 13–20       |
|         | M5.65 + m5.65   | 1997–2003          | 12                | 21–32            |
|         | Düwag GT6       | 2000–2006          | 10                | 33–42            |
|         | Tatra T4D       | 2002–2006          | 12                | 43–54            |
|         | Tatra T4D + B4D | 2002–2006          | 6                 | 01, 03–06, 11–12 |